# Blåskuldrad snårskvätta
Blåskuldrad snårskvätta (Cossypha cyanocampter) är en fågel i familjen flugsnappare inom ordningen tättingar.

## Utseende och läte
Blåskuldrad snårskvätta är en färgglad trastliknande fågel. Huvudet är kontrastrikt tecknat, med svart hjässa, svarta kinder, vitt ögonbrynsstreck och orangefärgad strupe. På skuldran syns en ljusblå fläck som dock kan vara helt eller delvis dold. Stjärten har mörkare mitt och breda orangefärgade sidor. Arten liknar vitbrynad snårskvätta, men förekommer i mer beskogade miljöer. Den skiljer sig också genom den blåfärgade skuldran och mycket mer varierad sång. Denna består av en komplex och musikalisk blandning av visslingar och många andra typer av toner, bland annat härmningar av andra fågelarter.

## Utbredning och systematik
Blåskuldrad snårskvätta förekommer i västra och centrala Afrika. Den delas in i två underarter med följande utbredning:
- Cossypha cyanocampter cyanocampter – förekommer i Guinea, Mali, Sierra Leone, Kamerun och Gabon
- Cossypha cyanocampter bartteloti – förekommer i nordöstra Demokratiska republiken Kongo, södra Sydsudan, Uganda, västra Kenya och allra nordvästligaste Tanzania

### Familjetillhörighet
Liksom alla snårskvättor men även fåglar som rödhake, näktergalar, stenskvättor, rödstjärtar och buskskvättor behandlades blåskuldrad snårskvätta tidigare som en trast (Turdidae), men genetiska studier visar att den tillhör familjen flugsnappare (Muscicapidae).

## Levnadssätt
Blåskuldrad snårskvätta hittas i skogsområden i lågland och lägre bergstrakter, i både regnskog, galleriskog och ungskog.

## Status och hot
Arten har ett stort utbredningsområde, men tros minska i antal, dock inte tillräckligt kraftigt för att den ska betraktas som hotad. Internationella naturvårdsunionen IUCN listar arten som livskraftig (LC).